# Zona sujeta a conservación ecológica Sierra de Zapalinamé
La Reserva Natural Estatal Sierra de Zapalinamé; antes llamada “Zona sujeta a conservación ecológica Sierra de Zapalinamé”, es una Reserva Natural Estatal al sureste del estado de Coahuila, conformada por 25,768.68Ha ubicadas en parte de los municipios de Saltillo y Arteaga, la cual es una Área Natural Protegida decretada por el Gobierno del Estado de Coahuila,

## Antecedentes de su Decreto
Desde su fundación a finales del siglo XVI, la Ciudad de Saltillo ha dependido de la Sierra de Zapalinamé para su abastecimiento de agua, tomándola en un inicio directamente de sus manantiales, posteriormente conduciéndola a través de acueductos y acequias; así como de norias poco profundas ubicadas dentro de la ciudad.

### Zona Protectora Forestal 1937
El primer intento de conservar el agua, que además hacía reconocimiento a la importancia de estas serranía como principal fuente de este vital líquido, fue el realizado por el presidente Lázaro Cárdenas del Río en 1937, quien consideró que debido a la aridez que caracterizaba a la mayor parte de los terrenos que rodeaban a la ciudad de Saltillo, era necesario conservar los últimos bosques que restaban en la Sierra de Zapalinamé, cuya cercanía a la capital de Coahuila los hacía ser especialmente valiosos y de cuyos beneficios biológicos deberían disfrutar los habitantes de esta ciudad y demás pueblos cercanos, por lo que el ocho de enero de 1937 decreta a gran parte de esta serranía como Zona Protectora Forestal.

### Programa de Manejo, Cañón de San Lorenzo 1981
Con el crecimiento de Saltillo, sobre todo a partir del incremento industrial y demográfico que ocurre en los años sesenta del pasado siglo XX, obliga a buscar nuevas fuentes de agua para el abasto doméstico, comercial e industrial; por ello se inicia la explotación de pozos profundos, la mayoría de ellos asociados a la Sierra de Zapalinamé y a sus acuíferos subterráneos. Ya entonces se vislumbraba el serio problema que a futuro representaría el abasto de agua, ya que, al encontrarse la ciudad de Saltillo en la parte alta de la cuenca, se requerirían además de sistemas de conducción más extensos y complejos; de acciones de bombeo al explotar acuíferos de las cuencas a menor altitud, con lo cual se encarecería el abasto, ocasionando además problemas de sobreexplotación en las subcuencas vecinas.
Esta preocupación fue el principal motivo por el cual, en mayo de 1978 la Universidad Autónoma Agraria Antonio Narro propuso al gobierno mexicano, considerar a uno de los parajes de la sierra llamado Cañón de San Lorenzo, sitio de mayor biodiversidad y un relativo buen estado de conservación; para el establecimiento de una reserva cuyo objetivo fuera mejorar el manejo de los recursos naturales y que además permitiera un limitado acceso público a actividades recreativas y educativas. Posteriormente el gobierno mexicano solicitó asistencia técnica al Departamento de Desarrollo Regional de la Organización de los Estados Americanos, quien se incorporó en la preparación de un plan de manejo para este cañón, siendo evidente desde el inicio de las actividades que su manejo beneficiaría a los ejidos y en especial a la ciudad de Saltillo; al proteger a la fuente que en ese entonces abastecía con más del 40 por ciento del agua que se consumía en esta ciudad.

### Zona Sujeta a Conservación Ecológica 1996
Este último esfuerzo concluyó en 1981 con la publicación del Programa de Manejo del Cañón de San Lorenzo, el cual lamentablemente no se pudo llevar a la práctica, sin embargo, en el proceso de elaboración se generaron trabajos de investigación, como los realizados por el doctor Jorge Marroquín y Leopoldo Arce de la facultad de Biología de la Universidad de Nuevo León. Estos valiosos trabajos además de dar a conocer más sobre la riqueza biológica y la composición de la vegetación presente en la sierra, al publicarlos, se convirtieron en la base para que el Gobierno del Estado de Coahuila la decretara como Zona Sujeta a Conservación ecológica.
En el decreto emitido el 15 de octubre de 1996 por el Gobierno del Estado, se le destaca como una de las zonas de Coahuila que poseen una extensa variedad de tipos de vegetación y por ser hábitat de especies enlistadas en la Norma Oficial Mexicana, ya sea por estar con alguna categoría de riesgo o por ser endémicas de México. Además, se le señala como la cuenca que surte la mayor parte del agua de uso doméstico, industrial y agrícola para las ciudades de Saltillo, Ramos Arizpe y Arteaga. También se menciona que con su conservación, se protegen los recursos naturales de la región, los ecosistemas frágiles y la diversidad genética presente; además se pronuncia por promover el aprovechamiento y uso racional de sus recursos, el ordenamiento de la recreación y por facilitar un espacio propicio para la investigación científica.

### Reserva Natural Estatal 2017
El día viernes 13 de octubre de 2017 , el Gobernador Rubén Moreira Valdés, publica en el Periódico Oficial del Estada de Coahuila de Zaragoza, el decreto por el cual se modifica la categoría del Área Natural Protegida con el carácter de Zona Sujeta a Conservación Ecológica, un Área de la Serranía conocida como Zapalinamé, publicada en el Periódico Oficial del Gobierno del Estado el 15 de octubre de 1996, para quedar como Reserva Natural Estatal un Área de la Serranía conocida como Zapalinamé.